# Bonifatius VII.
Bonifatius VII. (* in Rom; † Juli 985), eigentlich Franco, Sohn des Ferrucius, war 974 Gegenpapst und 984/85 Papst.

## Leben
Der Kardinaldiakon Franco wurde auf Betreiben römischer Adliger unter Crescentius de Theodora als Gegenpapst gegen Benedikt VI. gewählt, der durch den von Bonifatius angestifteten und bestochenen Priester Stephan und dessen Bruder 974 ermordet wurde. Nach nur sechs Wochen musste Bonifatius VII. jedoch vor Otto II. nach Byzanz fliehen, wobei er Schätze der Peterskirche mitnahm. Papst Benedikt VII. exkommunizierte ihn daraufhin.
Als Otto starb, kehrte Bonifatius 984 nach Rom zurück und ließ Papst Johannes XIV. gefangen nehmen und in der Engelsburg einkerkern und ernannte sich selbst zum Papst. Am 20. August 984 wurde Johannes XIV. vermutlich ermordet. Elf Monate darauf starb auch Bonifatius eines vermutlich unnatürlichen Todes. Das römische Volk schändete seine Leiche und schleifte sie durch die Straßen.
Bereits zu Lebzeiten wurde der diktatorische Bonifatius VII. als Malefatius (= Übeltäter) und horrendum monstrum (d. h. furchtbares Ungeheuer) bezeichnet.
In seiner zweiten Amtszeit wird Bonifatius VII. meist als rechtmäßiger Papst angesehen, auch wenn dies aufgrund seines Lebenswandels umstritten ist. Allerdings scheint der nächste Träger des Namens, der sich Bonifatius VIII. nannte, die Legitimität des fraglichen Pontifikats von Bonifatius VII. anerkannt zu haben, wie aus seiner Namenszählung geschlossen werden kann.